# آتشگاه (لردگان)
آتشگاه روستایی از توابع شهرستان لردگان در استان چهارمحال و بختیاری است. آبشار آتشگاه به عنوان طولانی‌ترین آبشار ایران در این روستا قرار دارد.

## جمعیت
این روستا در دهستان سردشت قرار دارد و براساس سرشماری مرکز آمار ایران در سال ۱۳۸۵، جمعیت آن ۳۸۲ نفر (۶۶خانوار) بوده‌است.